# Miwok 100K Trail Race
La Miwok 100K Trail Race, ou Miwok 100K, est un ultra-trail de 100 kilomètres organisé chaque année en Californie, aux États-Unis. Il se dispute en mai sur un parcours en boucle dont le départ et l'arrivée se trouvent à Stinson Beach, dans le comté de Marin. La première édition a eu lieu en 1996. L'épreuve de 2013 s'est courue sur seulement 60 kilomètres.

## Palmarès
| Édition | Date | Hommes                                                  | Hommes                                                  | Hommes                                                  | Femmes                                                  | Femmes                                                  | Femmes                                                  |
| ------- | ---- | ------------------------------------------------------- | ------------------------------------------------------- | ------------------------------------------------------- | ------------------------------------------------------- | ------------------------------------------------------- | ------------------------------------------------------- |
|         |      | Rang                                                    | Athlète                                                 | Temps                                                   | Rang                                                    | Athlète                                                 | Temps                                                   |
| 1re     | 1996 | 1er                                                     | Dow Mattingly                                           | 09 h 53 min 40 s                                        | 12e                                                     | Emma Davies Maryann Murphy                              | 11 h 32 min 41 s                                        |
| 2e      | 1997 | 1er                                                     | Kevin Rumon                                             | 09 h 45 min 43 s                                        | 5e                                                      | Suzie Lister                                            | 10 h 55 min 03 s                                        |
| 3e      | 1998 | 1er                                                     | Carl Andersen                                           | 08 h 44 min 06 s                                        | 4e                                                      | Ann Trason                                              | 09 h 22 min 40 s                                        |
| 4e      | 1999 | 1er                                                     | Carl Andersen — 2e victoire                             | 08 h 22 min 25 s                                        | 12e                                                     | Suzie Lister — 2e victoire                              | 10 h 31 min 04 s                                        |
| 5e      | 2000 | 1er                                                     | Brian Purcell                                           | 08 h 42 min 22 s                                        | 5e                                                      | Ann Trason — 2e victoire                                | 09 h 13 min 40 s                                        |
| 6e      | 2001 | 1er                                                     | Chad Ricklefs                                           | 08 h 41 min 15 s                                        | 3e                                                      | Ann Trason — 3e victoire                                | 08 h 55 min 49 s                                        |
| 7e      | 2002 | 1er                                                     | Scott Jurek                                             | 08 h 44 min 52 s                                        | 20e                                                     | Jana Gustman                                            | 10 h 44 min 03 s                                        |
| 8e      | 2003 | 1er                                                     | Scott Jurek — 2e victoire                               | 08 h 44 min 13 s                                        | 19e                                                     | Sophia Lewis                                            | 10 h 40 min 08 s                                        |
| 9e      | 2004 | 1er                                                     | Scott Jurek — 3e victoire                               | 08 h 47 min 10 s                                        | 11e                                                     | Diana Fitzpatrick                                       | 10 h 06 min 15 s                                        |
| 10e     | 2005 | 1er                                                     | Dave Mackey                                             | 08 h 28 min 40 s                                        | 12e                                                     | Kami Semick                                             | 09 h 30 min 08 s                                        |
| 11e     | 2006 | 1er                                                     | Phil Kochik                                             | 08 h 32 min 50 s                                        | 12e                                                     | Nikki Kimball                                           | 09 h 10 min 55 s                                        |
| 12e     | 2007 | 1er                                                     | Lon Freeman                                             | 08 h 09 min 52 s                                        | 6e                                                      | Kami Semick — 2e victoire                               | 09 h 06 min 56 s                                        |
| 13e     | 2008 | 1er                                                     | Dave Mackey — 2e victoire                               | 07 h 53 min 19 s                                        | 10e                                                     | Kami Semick — 3e victoire                               | 09 h 15 min 50 s                                        |
| 14e     | 2009 | 1er                                                     | Eric Grossman                                           | 08 h 35 min 17 s                                        | 6e                                                      | Kami Semick — 4e victoire                               | 09 h 07 min 02 s                                        |
| 15e     | 2010 | 1er                                                     | Anton Krupicka                                          | 08 h 02 min 51 s                                        | 10e                                                     | Kami Semick — 5e victoire                               | 09 h 10 min 29 s                                        |
| 16e     | 2011 | 1er                                                     | Dave Mackey — 3e victoire                               | 08 h 03 min 22 s                                        | 20e                                                     | Pam Smith                                               | 09 h 39 min 57 s                                        |
| 17e     | 2012 | 1er                                                     | Dave Mackey — 4e victoire                               | 09 h 14 min 06 s                                        | 12e                                                     | Tina Lewis                                              | 10 h 35 min 47 s                                        |
| 18e     | 2013 | 1er                                                     | Dylan Bowman                                            | 04 h 49 min 56 s                                        | 22e                                                     | Darcy Piceu Africa                                      | 06 h 05 min 08 s                                        |
| 19e     | 2014 | 1er                                                     | Gary Gellin                                             | 08 h 56 min 35 s                                        | 22e                                                     | Lisa Hughey                                             | 10 h 50 min 06 s                                        |
| 20e     | 2015 | 1er                                                     | Benjamin Stern                                          | 08 h 50 min 45 s                                        | 17e                                                     | Laura Richard                                           | 10 h 54 min 32 s                                        |
| 21e     | 2016 | 1er                                                     | Cody Reed                                               | 09 h 04 min 32 s                                        | 11e                                                     | Aliza Lapierre                                          | 10 h 25 min 19 s                                        |
| 22e     | 2017 | 1er                                                     | Franz ven der Groen                                     | 08 h 45 min 55 s                                        | 12e                                                     | Molly Schmelzle                                         | 10 h 37 min 04 s                                        |
| 23e     | 2018 | 1er                                                     | Franz ven der Groen — 2e victoire                       | 09 h 23 min 06 s                                        | 13e                                                     | Megan Arauzo                                            | 10 h 36 min 10 s                                        |
| 24e     | 2019 | 1er                                                     | Christopher Concannon                                   | 09 h 19 min 20 s                                        | 11e                                                     | Tara Fraga                                              | 10 h 52 min 06 s                                        |
|         | 2020 | Édition annulée en raison de la pandémie de coronavirus | Édition annulée en raison de la pandémie de coronavirus | Édition annulée en raison de la pandémie de coronavirus | Édition annulée en raison de la pandémie de coronavirus | Édition annulée en raison de la pandémie de coronavirus | Édition annulée en raison de la pandémie de coronavirus |
|         | 2021 | Édition annulée en raison de la pandémie de coronavirus | Édition annulée en raison de la pandémie de coronavirus | Édition annulée en raison de la pandémie de coronavirus | Édition annulée en raison de la pandémie de coronavirus | Édition annulée en raison de la pandémie de coronavirus | Édition annulée en raison de la pandémie de coronavirus |
| 25e     | 2022 | 1er                                                     | Dylan Bowman — 2e victoire                              | 08 h 54 min 56 s                                        | 9e                                                      | Audrey Lawrence                                         | 11 h 06 min 36 s                                        |
| 26e     | 2023 | 1er                                                     | Zachary Sonoga                                          | 09 h 07 min 00 s                                        | 19e                                                     | Sarah Clark                                             | 10 h 33 min 00 s                                        |